# Charles-Georges de Semellé
Charles-Georges de Semellé, dit le comte de Semellé, né le 5 juin 1845 à Courcelles-Chaussy et mort le 22 octobre 1880, est un officier, armateur et explorateur français du XIXe siècle.

## Biographie
Fils de Charles de Semellé (1815-1896) et de Céphalie de Carrey d’Asnières, et petit-fils du général d'Empire Jean-Baptiste-Pierre-Hippolyte de Semellé. 
Il épouse le 29 mars 1880 à Haramont, Louise-Euphémie Desprez,. À la suite de ce mariage il devient châtelain du château des Fossés à Haramont, ancienne demeure du général Thomas-Alexandre Dumas.

## L'expédition de Semellé
Ancien officier de tirailleurs algériens, il crée en 1880 la Compagnie française de l'Afrique équatoriale et dirige une expédition sur le fleuve Niger au Nigeria avec l'explorateur Édouard Viard, pour disputer aux Anglais et à Sir George Taubman Goldie de la National African Company, le commerce dans la région du bas Niger et établir des comptoirs coloniaux français.
L'expédition est financée au capital de 500.000 francs par la maison de commerce Desprez et Huchet et Jean-Baptiste Jasselme-Lacroix, maire de Villeneuve-Saint-Denis de 1878 à 1881.
L'expédition part de Nantes le 20 avril 1880 à bord de la goëlette à vapeur en fer Saâdia (ou Adamaoua), « calant cinq pieds, armée de deux canons de quatre, dits de montagne », et arrive au Niger au mois de juin suivant,.

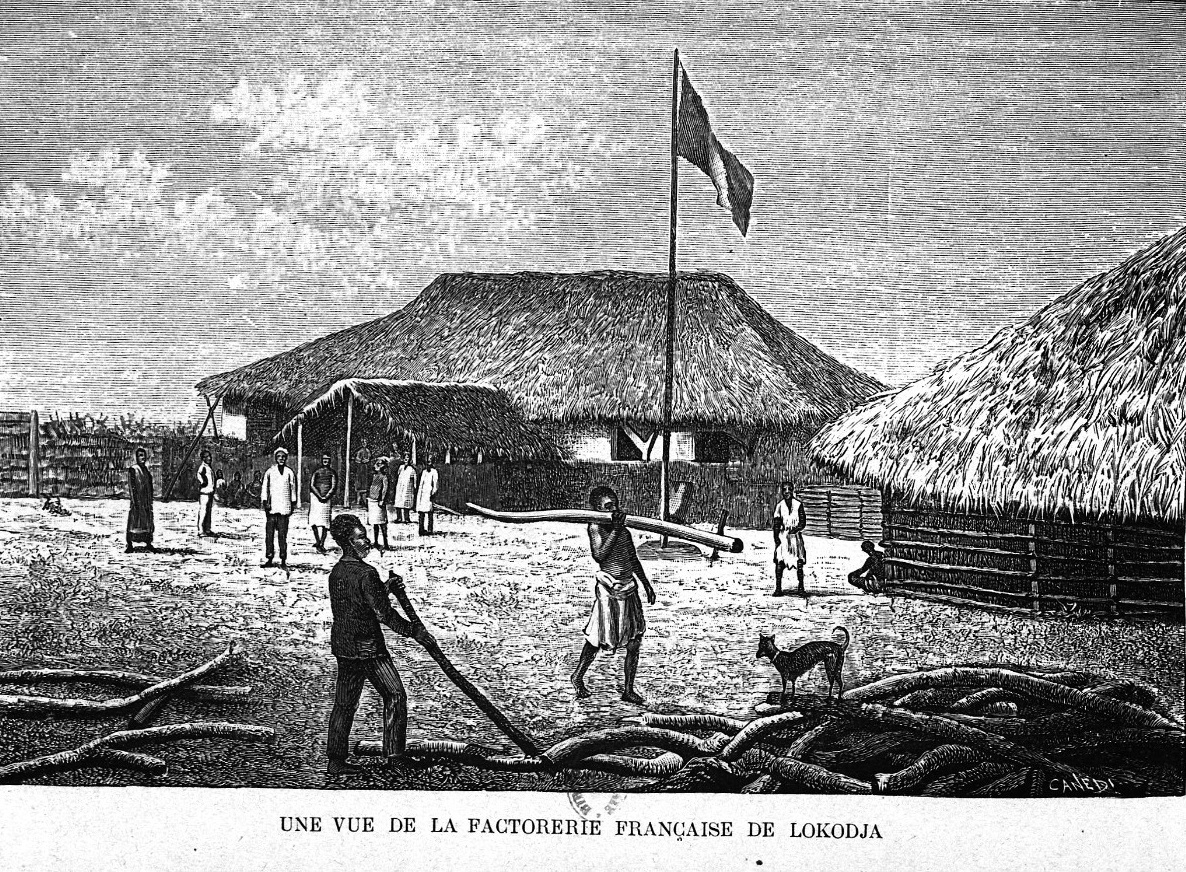
La Factorerie française à Lokodja Bas-Niger établie par le comte de Semellé en 1880

D'après Édouard Viard ; « Le comte de Semallé établit son centre d’opération à Brass-River, où il crée quelques magasins. Puis, pénétrant dans le fleuve, (à bord d'une chaloupe à vapeur nommée Amélie) il le remonta sans s’arrêter jusqu’à Egga, situé à 130 lieues de la côte, qu’il choisit comme point extrême de ses opérations. Cette création fortement assise, il se rabattit ensuite vers la côte, établissant successivement des factoreries à Lokodja, Igbébé, Onitsha et Abbo sur le Niger, et à Loko sur le Bénué. Viard était à Lokodja, au pied du mont Pateh et à 100 lieues environ de la côte, où la rivière Bénoué rejoint le Niger. Le comte de Semellé revient d’expédition. Dans quel état! Parti pour Bidda afin de voir le roi Amrou (ou Amourou), il avait appris en route que ce dernier, alors en guerre avec des peuplades rebelles, était allé rejoindre ses troupes; par suite, nécessité pour le comte de Semellé de se rendre au camp de guerre du roi. Pendant vingt jours, sous des pluies torrentielles, à travers des chemins défoncés, tantôt passant des cours d’eau qui lui prenaient le corps jusqu’aux épaules; d’autres fois gravissant des montagnes presque droites, il dut marcher, sans avoir pu se procurer sur sa route quoi que ce fut, les quelques villages trouvés en chemin ayant été dévastés par les contingents qu’Amrou avait appelés à son aide. Il revenait avec l’autorisation d’Amrou, oui, mais exténué par les fatigues et la fièvre, et avec une dysenterie qui ne devait pas se guérir ». Viard ajoute ; « De juin à décembre on est constamment trempé par les pluies et de janvier à mai journellement grillé par le soleil; pas de milieu. Aussi les fièvres sont-elles fréquentes et d’une intensité plus grande que celles de l’intérieur ».
Le 22 octobre 1880, malade, le comte de Semallé meurt au large de Rio de Oro (Sahara Occidental), à bord du navire Gaboon qui le ramenait en France « pour faire connaître le résultat de ses efforts et se faire nommer agent consulaire », son corps fut jeté à la mer le lendemain.

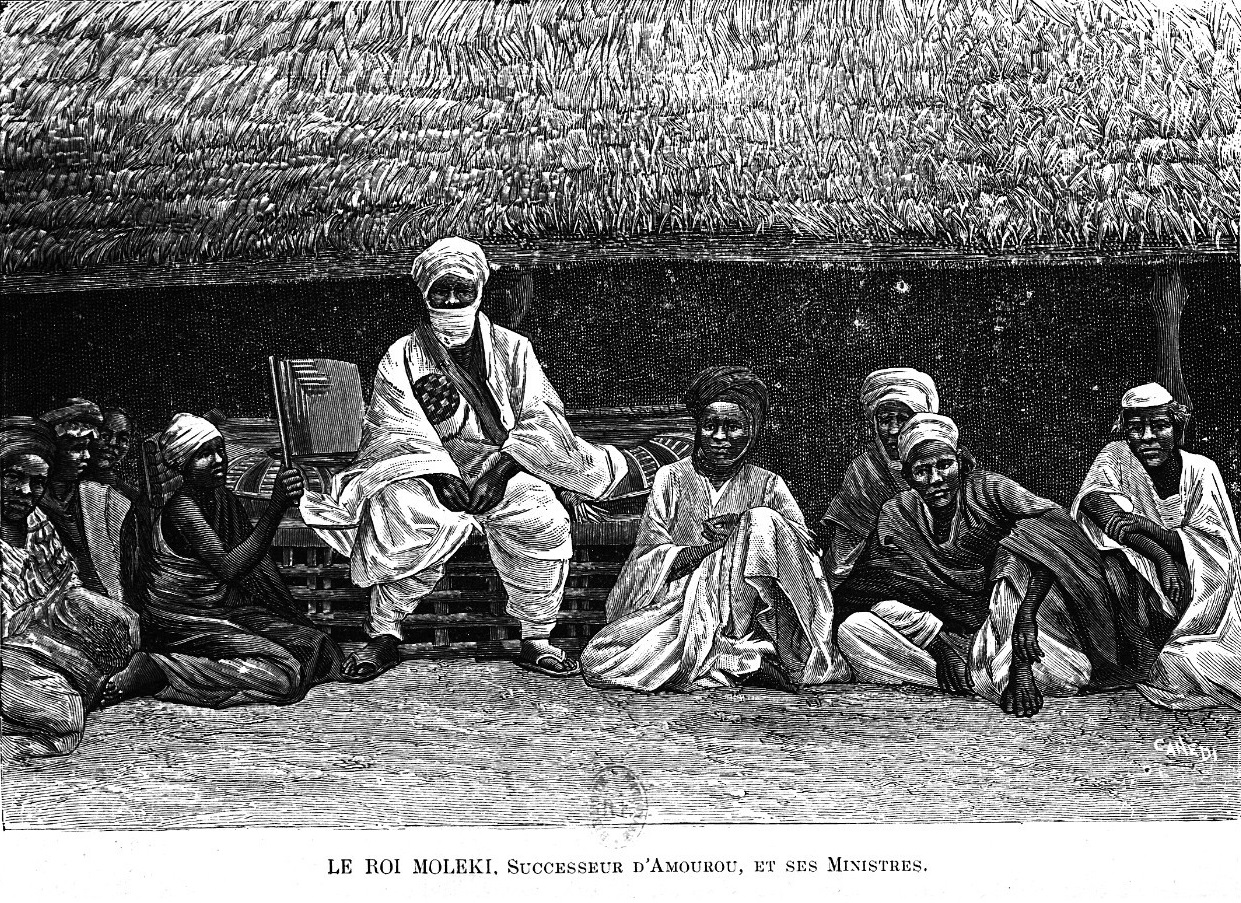
Le roi Moleki, successeur d'Amourou au Bas-Niger, vers 1885

Les Anglais avaient jusque-là le monopole du trafic commercial sur le fleuve Niger. Le comte de Semellé avait réussi à convaincre le roi local Amrou, d’accorder des droits également aux Français.
Après sa mort, une guerre économique s'engage entre les deux nations dans la région. En 1883, les anglais décident de baisser d'un quart la valeur de toutes les marchandises partout ou existaient des comptoirs français ; « Nos commerçant ruinés par les prix dérisoires consentis par leur rivaux et abandonnés par la mère patrie cédèrent à la force ». En octobre 1884, la compagnie anglaise National African Company rachète les établissements et matériels français de la Brass River à prix d’or pour retrouver leur position de monopole.

## Sources
- Au Bas-Niger, par Edouard Viard, L. Guérin et Cie. 1885[7].
- Bas-Niger, Bénoué, Dahomey, par le commandant Mattei, par Antoine Matteï (1832-1894), impr. de E. Vallier (Grenoble). 1890[5].